# Ioulia Khlynina
Ioulia Khlynina (russe : Юлия Хлынина), née le 11 janvier 1992 à Moscou, est une actrice russe de cinéma, de théâtre et de télévision,.

## Biographie
Chlynina a fait de la danse classique pendant son enfance. Elle a fait partie pendant trois ans de la troupe de l'école de musique Balakirev à Vykhino et a obtenu son diplôme de l'école-studio du Théâtre d'Art académique de Moscou en 2013. De 2012 jusqu'à l'obtention de son diplôme, elle a joué dans plusieurs pièces au Théâtre Satirikon de Moscou. Depuis 2013, elle fait partie de la troupe du théâtre Mossovet. Elle a fait ses débuts d'actrice au cinéma en 2012 dans le long métrage Astra, je t'aime. De 2015 à 2019, elle a incarné le rôle de Lisa dans la série télévisée Zakon kamennykh djoungleï. À partir de 2016, elle a obtenu des seconds rôles plus importants et des rôles principaux dans des films tels que Le Duelliste ou Furious.

## Filmographie
- 2014 : Tout, tout de suite (Все и сразу) de Roman Karimov
- 2015 : Le Bonheur c'est... (Счастье это) de Sergueï Bourov, Tatiana Goulina, Viktoria Kozeltseva, Tatiana Ponomariova, Artiom Prokhorov, Anna Ianovskaïa, Leonid Zalesski
- 2016 : Ecorces de pastèques (Арбузные корки) de Boris Guts
- 2016 : Le Duelliste (Дуэлянт) d'Alekseï Mizguiriov
- 2017 : N'importe qui sauf eux (Только не они) d'Aleksandr Boïkov
- 2017 : Furious (Легенда о Коловрате) d'Ivan Chourkhovetski, Djanik Faïziev
- 2017 : Selfie (Селфи) de Nikolaï Khomeriki
- 2017 : Achète-moi (Купи меня) de Vadim Perelman
- 2018 : Appelez Di Caprio ! (Звони́те ДиКа́прио!) de Jora Kryjovnikov
- 2019 : Lev Yachine, gardien de but en or (Лев Яшин. Вратарь моей мечты) de Vassili Tchiguinski
- 2020 : La Glace 2 (Лед 2) de Jora Kryjovnikov
- 2021 : Ielizaveta (ru) (Елизавета) de Dmitri Iossifov (ru) (série télévisée)
- 2024 : Première classe (Первый класс) de Svetlana Samochina (série télévisée)
- 2024 : Entendu à Rybinsk (Подслушано в Рыбинске) de Piotr Valerievitch Todorovski (ru) (série télévisée)